# まなびあテラス
まなびあテラスは、山形県東根市にある公益文化施設。

## 概要
2016年11月3日に市制施行58周年を迎えるのにあわせ、同年4月に開校した山形県立東桜学館中学校・高等学校の真南に開館した公益文化施設である。
施設の整備にあたっては、市において4例目となるPFIが導入され、鹿島建設、NECキャピタルソリューション、図書館流通センター、三菱電機ビルテクノサービス、山形ビルサービスの出資によって特別目的会社（SPC）であるメディアゲートひがしねを設立。同社が施設を建設し、20年間に渡って運営する方式を執った。
施設には「情報と芸術文化の交流拠点」として、図書館、美術館（市民ギャラリー）、市民活動支援センター等を設けた。
整備費は約34億円。施設全体の運営は図書館流通センターが担当する。また敷地の南側には都市公園（まなびあ公園）が整備された。
名称は一般公募され、県内外から505点の応募があり、優秀賞を受賞した「まなびあランド」と「学びあランド」と「まなびあホール」の3つを基に、市が「まなびあテラス」に決定した。「まなびあ」には"学び"の意味と、たくさんの人が集う「テラス」で未来を明るく"照らす"という意味を込めた。
ロゴマークは「文化の大樹」となっており、6つのふくらみは「芸術」「情報」「交流」「創造」「学び」「憩い」を表している。
入口は東側と西側の計2ヶ所にある。エントランスでは東北地方初の導入となる地域映像アーカイブスが存在する。

## 沿革
- 2014年9月24日 - 設計開始。
- 2015年6月1日 - 着工。
- 2016年
  - 7月31日 - 竣工。
  - 11月3日 - 開館。

## 施設構成
- 東根市図書館
  - 面積1,886ｍ²。2016年9月に閉館したさくらんぼ東根駅内に存在した東根市立さくらんぼ図書館と統合という形で開館[1]。蔵書はこれまでの約4倍となる20万冊[8]。一般図書、児童図書、ティーンズコーナー、おはなしのへや、学習室のほか、読書テラスとキッズテラスも設けた。また自動貸出・返却機や24時間受け取りボックスも設置した[2]。
- 東根市美術館
  - 面積1,541ｍ²。市初となる美術館。市民から作品発表の場が欲しいとの声が多数寄せられていたことを踏まえ設置。企画展を行えるように学芸員も配置した[3]。市民ギャラリーと特別展示室は、柱のないオープンなつくりとなっている[8]。
- 東根市市民活動支援センター
  - 学習会やワークショップを開催できる部屋を設置。印刷機の貸出も行う[3]。
- ブーランジェリーカフェ　オイッティ マルシャン
  - 運営は山形ビルサービス
- 都市公園（まなびあ公園）

## アクセス
- 最寄駅：さくらんぼ東根駅
  - 徒歩15分（約900m）
  - 自転車5分
  - 市民バス（平日のみ運行）：北部循環線・休石線・向原神町東根線・泉郷線2分「まなびあテラス」下車→徒歩1分
  - 山交バス：東根市役所経由村山駅前・北町行き3分「東桜学館前」下車→徒歩1分
- 無料駐車場約150台、駐輪場100台完備

## 周辺
- 東根市役所
- イオン東根店
- 山形県立東桜学館中学校・高等学校
- さくらんぼタントクルセンター